# Rosa canina
Rosa canina L., 1753  è una pianta appartenente alla famiglia delle Rosacee.
È la specie di rosa spontanea più comune in Italia, molto frequente nelle siepi e ai margini dei boschi. Talvolta viene chiamata rosa di macchia o rosa selvatica.
È l'antenata delle rose coltivate, quella di partenza per le varietà oggi conosciute.

## Etimologia
Questa pianta deve il nome a Plinio il Vecchio, che affermava che un soldato romano fu guarito dalla rabbia con un decotto di radici.

## Descrizione

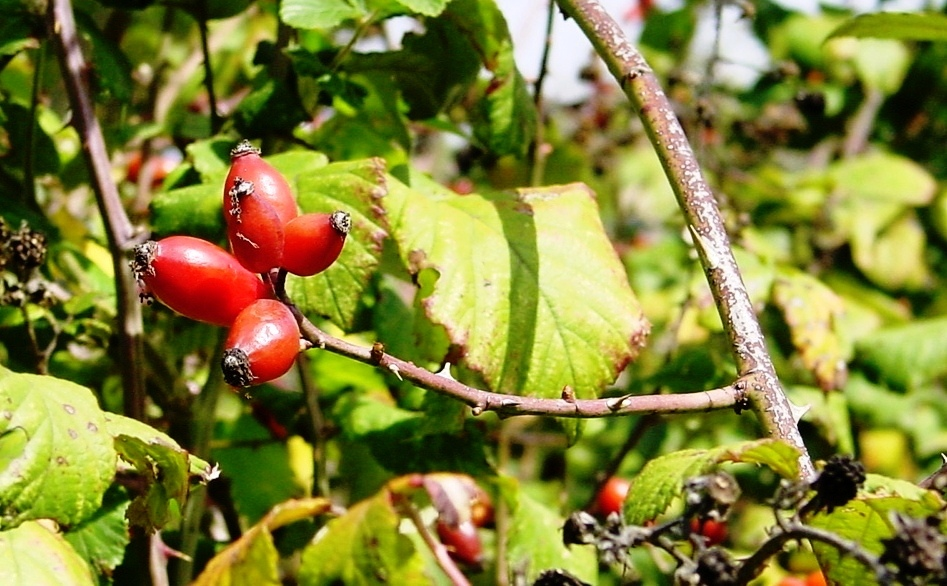
Frutti maturi
Parco dei Nebrodi

La forma biologica è NP - nano-fanerofita, cioè pianta legnosa con gemme svernanti poste tra i 30 cm e i 2 metri dal suolo.  La rosa selvatica è un arbusto latifoglie e caducifoglie, spinoso, alto 100–300 cm, con fusti legnosi, privi di peli (glabri), spesso arcuati e pendenti, e radici profonde. Le spine rosse sono robuste, arcuate, a base allungata e compressa lateralmente. Le foglie, caduche, sono composte da 5-7 foglioline di 9-25 × 13–40 mm, ovali o ellittiche, con 17-22 denti sul margine. Hanno stipole lanceolate di 3 × 15 mm. I fiori, singoli o a 2-3, hanno 5 petali, un diametro di 4–7 cm, il colore di solito rosa pallido; sono poco profumati. Hanno un peduncolo di 20–25 mm e sono generalmente superati dalle foglie. I sepali laciniati, lunghi da 15 a 18 mm, dopo la fioritura si piegano all'indietro e cadono in breve tempo. La corolla è formata da grandi petali bilobi, rosati soprattutto sui lobi, di 19-25 × 20–25 mm. Gli stili, lanosi e allungati, sono fusi insieme in una colonnina cilindrica.
Fiorisce da maggio a luglio, la maturazione delle bacche si ha in ottobre-novembre.
Il falso frutto della rosa canina, detto anche grattaculo, ha un colore rosso e una consistenza carnosa; è edule ma aspro e non appetibile fresco. Deriva dalla modificazione del ricettacolo fiorale e contiene al suo interno degli acheni. Gli acheni sono i frutti veri e propri della rosa canina, sono risultato della modificazione dei carpelli ed ognuno di essi contiene un seme. La struttura nel suo insieme (di 1 o 2 cm) viene chiamata cinorrodo.

## Distribuzione e habitat
La specie è diffusa in una vasta area nelle zone temperate del Vecchio Mondo che include: 
- L'Europa, dal Mediterraneo alla Scandinavia;
- l'Africa del Nord e le isole Canarie e Madera;
- l'Asia occidentale (Afghanistan, Iran, Iraq, Israele, Libano, Siria), la regione del Caucaso e l'Asia centrale (Tagikistan);
- il sub-continente indiano.

Il suo habitat sono le boscaglie di faggio, abete, pino e querce a foglie caduche, gli arbusteti e le siepi, fino ad una quota di 1900 m. Preferisce suoli abbastanza profondi, limosi e moderatamente aridi; è una specie pioniera. Resiste al freddo e tollera anche il caldo. È un arbusto rustico che non subisce attacchi da molti parassiti (a differenza delle rose coltivate).
La rosa canina è stata introdotta e si è naturalizzata anche in America del Nord ed in Australia e Nuova Zelanda.

## Tassonomia

### Sinonimi
Sono stati riportati i seguenti sinonimi:
- Rosa acanthina Déségl. & Ozanon
- Rosa actinodroma Gand.
- Rosa adenocalyx Gren.
- Rosa amansii Déségl. & Ripart
- Rosa ancarensis Pau & Merino
- Rosa andegavensis var. agrestina (Crép.) Boullu
- Rosa andegavensis var. condensata (Puget) Boullu
- Rosa andegavensis var. lemaitrei (Ripart ex Genev.) Boullu
- Rosa beatricis Burnat & Gremli
- Rosa belgradensis Pančić
- Rosa burnatii (H.Christ) Burnat & Gremli
- Rosa canina var. biserrata (Mérat) Baker
- Rosa canina subsp. biserrata (Mérat) Nyman
- Rosa canina subsp. dumalis (Bechst.) Arcang.
- Rosa canina var. dumetorum (Thuill.) Baker
- Rosa canina subsp. dumetorum (Thuill.) R.Keller & Gams
- Rosa canina var. glabra Desv., nom. inval.
- Rosa canina var. glaucescens (Desv. ex Mérat) Steud.
- Rosa canina subsp. keissleriana (Sennen) Sennen
- Rosa canina var. myrtilloides Tratt.
- Rosa canina subsp. senticosa (Ach.) Nyman
- Rosa canina subsp. spuria (Puget ex Déségl.) Heinr.Braun
- Rosa canina subsp. vulgaris (W.D.J.Koch) R.Keller & Gams
- Rosa caucasica Pall.
- Rosa caucasica var. lindleyana Ser.
- Rosa cinerascens Cariot
- Rosa cinerosa Déségl.
- Rosa cladoleia Ripart ex Crép.
- Rosa communis subsp. canina (L.) Rouy, comb. inval.
- Rosa condensata Puget
- Rosa curticola Puget ex Déségl.
- Rosa dilucida Déségl. & Ozanon
- Rosa dumetorum auct.
- Rosa dumetorum subsp. dumetorum
- Rosa dumosa Salisb., nom. illegit.
- Rosa edita Déségl.
- Rosa erythrantha Boreau
- Rosa firma Puget
- Rosa fissispina Wierzb. ex Heuff.
- Rosa flexibilis Déségl.
- Rosa flexuosa Raf.
- Rosa frivaldskyi Heinr. Braun
- Rosa frondosa Steven ex Spreng.
- Rosa glaucescens Desv. ex Mérat
- Rosa heterostyla Chrshan.
- Rosa hispidula Ripart ex Déségl.
- Rosa inconspicua Déségl.
- Rosa insignis Déségl. & Ripart
- Rosa istrica Degen
- Rosa kalmiussica Chrshan. & Lasebna
- Rosa keissleriana Sennen
- Rosa litigiosa Crép.
- Rosa longituba Debeaux
- Rosa lutetiana Léman
- Rosa lutetiana var. biserrata (Mérat) Wolley-Dod
- Rosa lutetiana var. glaucescens (Desv. ex Mérat) Boullu
- Rosa lutetiana var. nitens (Desv. ex Mérat) Boullu
- Rosa lutetiana var. senticosa (Ach.) Boullu
- Rosa macroacantha Ripart ex Déségl.
- Rosa mandonii Déségl.
- Rosa marisensis Simonk. & Heinr.Braun
- Rosa mollardiana Moutin
- Rosa montivaga Déségl.
- Rosa mucronulata Déségl. ex Godet
- Rosa nemophila Déségl. & Ozanon
- Rosa nitens Desv. ex Mérat
- Rosa nitens Vuk.
- Rosa oblonga Déségl. & Ripart
- Rosa oblongata Opiz
- Rosa oreades Cottet & Castella
- Rosa platyphylla A.Rau
- Rosa podolica Tratt.
- Rosa polyodon Gand.
- Rosa pratincola Heinr.Braun
- Rosa prutensis Chrshan.
- Rosa psilophylla A.Rau
- Rosa pubens Déségl. & Ozanon
- Rosa ramosissima Déségl.
- Rosa rougeonensis Ozanon
- Rosa rubescens Ripart ex Déségl.
- Rosa sarmentacea Sw., nom. nud.
- Rosa sarmentacea Woods
- Rosa senticosa Ach.
- Rosa separabilis Déségl.
- Rosa sphaerica Gren.
- Rosa sphaeroidea Ripart ex Déségl.
- Rosa spinetorum Déségl. & Ozanon
- Rosa spuria Puget ex Déségl.
- Rosa squarrosa auct. angl.
- Rosa stipularis Mérat
- Rosa sylvularum Ripart ex Déségl.
- Rosa syntrichostyla Ripart ex Déségl.
- Rosa timbaliana Debeaux
- Rosa touranginiana Déségl. & Ripart
- Rosa trichoneura Ripart ex Crép.
- Rosa urbica var. trichoneura (Ripart ex Cr‚p.) Boullu
- Rosa venosa Sw., nom. nud.
- Rosa willibaldii Chrshan.

## Usi
Viene largamente usata per i suoi altissimi contenuti di vitamina C (2.250 mg per 100 g di porzione edule) e di bioflavonoidi (fitoestrogeni). La rosa canina è un'erba officinale e un'erba medicinale.
I principi attivi (oltre alla vitamina C, tannini, acidi organici, pectine, carotenoidi e polifenoli) vengono adoperati dalle industrie farmaceutiche, alimentari e cosmetiche; i frutti, seccati e sminuzzati, si usano in erboristeria per la preparazione di infusi e decotti. 
È indicata come astringente intestinale, antidiarroico, vasoprotettore e antinfiammatorio; consigliata inoltre nei casi di debilitazione.
I semi vengono utilizzati per la preparazione di antiparassitari ed i petali per il miele rosato.
Il decotto trova impiego in cosmetica per pelli delicate e arrossate.
Con i frutti freschi si preparano ottime confetture. Anche dai petali si ricava una marmellata, come la vartanush.
Sempre con i frutti è possibile preparare un liquore chiamato gratacül, dal nome dialettale delle bacche nel nord Italia (Emilia-Romagna, Liguria, Lombardia, Piemonte).
La rosa canina può essere usata con successo per creare siepi interpoderali o difensive, quasi impenetrabili, grazie alle numerose spine robuste che possiede lungo tutti i rami.
È una pianta mellifera: i fiori sono molto bottinati dalle api, che ne raccolgono soprattutto il polline, ma produrre del miele uniflorale è molto difficoltoso perché è solo sporadica.